# Formiga-de-estalo
A formiga-de-estalo (Odontomachus bauri), também conhecida no Nordeste brasileiro como trinca-cunhão, é uma espécie de formiga que, de acordo com estudo realizado na Universidade de Illinois, é capaz de morder a uma velocidade de 100 km/h. Outro relatório, no entanto, publicado em 2006 no Proceedings of the National Academy of Sciences, afirma que suas mandíbulas superdesenvolvidas são capazes de lançá-las ao ar, às vezes a 230 km/h.

## Identificação
A principal característica do O. bauri é sua coloração marrom escura. Além disso, a face até a margem próxima do vértice é estriada. A cabeça tem 2,09–3,12 mm de comprimento. Há pubescência ou pelos no primeiro tergo gástrico e é parcialmente encontrado ereto e relativamente uniforme. O nó peciolar é em forma de cúpula quando visto de lado. 
As larvas desta espécie são ornamentadas com espinhos e almofadas adesivas, como outras do gênero,  porém apresentam algumas características únicas quanto às minúsculas sensilas e ao tamanho relativo das estruturas. Elas passam por três estágios larvais antes da muda, sem fiar um casulo. 

## Habitat
O. bauri é encontrado do sul da Costa Rica em toda a América do Sul tropical, nas Índias Ocidentais (exceto Cuba e Bahamas ), nas Ilhas Galápagos e no norte do México. É também uma das formigas mais comuns em torno de casas e jardins no sul do Brasil. O. bauri é mais frequentemente descoberto em terras baixas, geralmente residindo em florestas tropicais, embora a espécie pareça mais tolerante a condições secas do que muitas outras espécies de Odontomachus . 
O. bauri normalmente forma ninhos em solos macios e úmidos em áreas protegidas da luz solar direta e áreas onde há pouca chance de perturbação pela natureza, ou seja, vento, chuva etc. Pode-se encontrar ninhos sob pedras, galhos e troncos de árvores caídas. Além disso, se forem encontrados em jardins, geralmente estão sob pedras, recipientes de plantas e resíduos vegetais.

## Comportamento de forrageamento
O. bauri tem uma estrutura de ninho polidômica na qual há vários ninhos para uma única colônia. Essa característica foi confirmada quando os pesquisadores observaram que muitos ninhos vizinhos não brigam entre si, mas ninhos que estão a mais de 10 m de distância seriam altamente agressivos uns com os outros.  Além disso, houve muitas vezes em que os observadores viram formigas-armadilha compartilhando comida entre seus vizinhos.
Os ninhos são geralmente pequenos, com menos de 200 formigas. As áreas de forrageamento entre cada família de ninhos são estritamente definidas. O. bauri foi observado permanecendo na mesma área durante o forrageamento, porque não ousaria pisar na área de forrageamento de seu vizinho.
O. bauri geralmente passa seu tempo abaixo da serrapilheira, classificando-a como uma formiga de serapilheira. Também é amplamente conhecida como uma predadora generalista. Algumas das presas comuns de O. bauri incluem vermes, aranhas, cupins, formigas, borboletas, moscas e besouros. Normalmente, as presas teriam cerca de 3 mm e 4 mm de comprimento.  As presas mais comuns que O. bauri desfruta são de corpo mole, por exemplo, cupins e piolhos de madeira. O. bauri é capaz de “explorar um recurso alimentar amplamente indisponível para outras formigas”.  Isso foi determinado depois que um pesquisador encontrou restos de Nasuitermes, um tipo de cupim que, como defesa, descarrega material que irrita e pode bloquear os órgãos sensoriais do predador. Encontrar partes desse tipo de cupim prova que as mandíbulas de O. bauri são capazes de combater presas que são quimicamente protegidas.
Os trabalhadores são observados retornando aos locais onde haviam encontrado comida anteriormente. O sucesso da busca por alimento para um indivíduo, que é medido por quantos trabalhadores retornam com a presa, seria de 28%. Cerca de 41% dos trabalhadores que estavam retornando da busca por alimento estavam de mãos vazias e os outros 31% não tinham presas ou a presa era muito pequena para ser distinguida.

## Velocidade
O. bauri tem os segundos apêndices predadores mais rápidos dentro do reino animal, depois da formiga drácula (Mystrium camillae). Após a estimulação de um dos quatro pelos gatilhos, o apêndice de O. bauri responderá em 10 ms. Ele tem velocidades máximas de 126–230 km/h (78–143 mph), com as mandíbulas fechando em apenas 130 microssegundos em média. Isso é cerca de 2.300 vezes mais rápido do que um piscar de olhos. A força máxima exercida foi da ordem de 300 vezes o peso corporal da formiga. As formigas também foram observadas usando suas mandíbulas como catapultas para ejetar intrusos ou se lançar para trás para escapar de uma ameaça. 
A biologia por trás dessa habilidade incrível é que quando um pelo gatilho é estimulado, ele realmente faz com que todos os quatro grandes neurônios motores se tornem ativos. Esses grandes neurônios motores são totalmente cobertos por uma bainha glial, que é um grupo de células especializadas que nutrem e dão suporte aos neurônios. Uma bainha glial é essencial para enviar sinais em uma taxa rápida, porque permite uma única estrada suave em vez de ter o sinal saltando de neurônio para neurônio.
As mandíbulas são controladas pela estimulação de dois grandes neurônios sensoriais que se projetam através do nervo mandibular sensorial para o gânglio subesofágico. Para operar os músculos da mandíbula, as extremidades dos neurônios sensoriais levam aos troncos dendríticos espessos dos quatro neurônios motores.
As mandíbulas de O. bauri são mantidas no lugar com uma trava chamada clípeo. Uma vez que a trava é liberada, toda a energia armazenada é rapidamente liberada e as mandíbulas se fecham, muito semelhante a uma besta quando disparada.
Os músculos gatilho encontrados em O. bauri também são encontrados nos músculos síncronos mais rápidos das cigarras. Os músculos parecem ter sido esculpidos para contração rápida. Isso ocorre porque o comprimento do sarcômero, que é a unidade fundamental da estrutura muscular, é semelhante em comprimento.

## Saltos
O. bauri normalmente usa seus apêndices para capturar presas. No entanto, ele também pode ser usado para impulsionar seu corpo no ar e isso pode resultar em dois tipos diferentes de saltos. Um “salto de defesa de segurança”  é quando O. bauri se joga para trás, para longe da presa potencial, devido às mandíbulas atingirem um objeto vertical. Um “salto de fuga”  envolve O. bauri posicionando suas mandíbulas em direção ao solo antes de atirar e é lançado verticalmente no ar. Além disso, para distinguir um salto de fuga de um salto de defesa de segurança, O. bauri orientará sua cabeça de uma maneira particular.
Os “saltos de defesa do tipo Bouncer” são vistos como meros acidentes, em vez de atos intencionais realizados pela formiga-mandíbula-armadilha.  Isso ocorre porque elas executam esse salto com mais frequência quando se deparam com uma presa grande e inofensiva, em vez de uma presa pequena.  Essa evidência conclui que esse tipo de salto é produzido por um golpe não penetrante. Os “saltos de defesa do tipo Bouncer” são geralmente saltos horizontais que podem levar a formiga a pousar em qualquer lugar a 40 centímetros de sua posição original.
Por outro lado, os “saltos de fuga” impulsionam a formiga verticalmente e são provados como intencionais devido aos comportamentos que precedem o salto. Antes de um “salto de fuga”, a formiga orientará suas antenas e cabeça perpendicularmente ao intruso. Além disso, ela balançará todo o seu corpo e então levantará uma perna verticalmente. Esta é uma rotina bastante elaborada para se preparar para impulsionar-se 7 cm do chão. A razão por trás desta manobra é ser capaz de agarrar-se à vegetação geralmente localizada ao redor de seus ninhos para fornecer uma forma de fuga.

## Defesa
O. bauri é uma espécie de formiga muito agressiva. Uma vez que seu ninho é perturbado, há muitas formigas operárias realizando o salto de fuga. Se uma pousa no intruso, as operárias imediatamente começam a picar o invasor. Felizmente para o intruso, apenas algumas das operárias no ninho participarão da picada do intruso, ao contrário das espécies de formigas do gênero Solenopsis. As picadas não são graves para os humanos, mas produzem uma reação alérgica. Acredita-se que seu veneno seja essencialmente proteico em composição. 
As formigas de mandíbula de armadilha não têm ferrões semelhantes aos das abelhas. Em vez disso, seus ferrões são retráteis e não farpados para serem usados novamente. O ferrão está localizado no final do abdômen e é completamente coberto por uma bainha, uma cobertura protetora.  Além da picada momentânea da picada, O. bauri contém uma mistura de ácido fórmico e proteína, que pode ter uma alta atividade tóxica e é descarregada após a picada da formiga.  Em humanos, houve registros de queimadura imediata no local da picada, mas que geralmente se dissipa após uma hora. No entanto, houve um caso em que uma jovem teve uma reação alérgica intensa à picada. Havia manchas vermelhas, coceira e áreas inchadas em suas mãos, braços, tórax e pés. Além disso, suas pálpebras estavam inchadas. Isso durou cerca de uma semana e foi descoberto em cerca de 16% das picadas de formiga.

## Evolução
As mandíbulas de O. bauri são uma forma exagerada das mandíbulas robustas e longas encontradas em muitas espécies de formigas. Além disso, os músculos encontrados nas mandíbulas de O. bauri são encontrados em outras formigas, embora aqueles encontrados em O. bauri sejam grandes e pareçam muito semelhantes aos encontrados em cigarras.
As mandíbulas e os músculos encontrados nas mandíbulas são exaptações ; as mandíbulas grandes provavelmente foram selecionadas pela maior capacidade de transportar alimentos e posteriormente modificadas para serem usadas como forma de defesa e caça.
 

Existem outras formigas com mandíbulas-armadilha, como as atuais Strumigenys , Mystrium , Myrmoteras e Anochetus, juntamente com a extinta tribo Haidomyrmecini , do período Cretáceo.  Uma teoria comumente aceita sugere que a mandíbula-armadilha realmente evoluiu independentemente pelo menos quatro vezes diferentes na história das formigas. Isso ocorre porque, com o uso do sequenciamento de DNA , a árvore filogenética descobriu que as formigas com mandíbulas-armadilha não estavam aninhadas ordenadamente em uma parte da árvore.  Em vez disso, elas foram encontradas espalhadas pela árvore. Portanto, ela não evoluiu uma vez, levando à hipótese de um ancestral comum. Em vez disso, ela evoluiu várias vezes e cada vez que evoluiu, usou uma característica diferente da boca da formiga para produzir a mandíbula-armadilha. Por exemplo, a mandíbula-armadilha de O. bauri é construída a partir da articulação da mandíbula; no entanto, o gatilho do Strumigenys é construído a partir do lábio superior. Este tipo de evolução seria considerado evolução convergente e a mandíbula da armadilha seria considerada uma analogia.  Isso ocorre porque todas elas são características semelhantes, mas envolvidas independentemente, em vez de um ancestral comum.